# Gole di Dades
Le gole di Dades (in arabo وادي دادس‎?; in francese: Gorges du Dadès) sono delle gole situate in Marocco, nell'alta valle del fiume Dades fra le località di Boumalne Dades e M'semrir e costituiscono una destinazione turistica molto frequentata.

## Descrizione

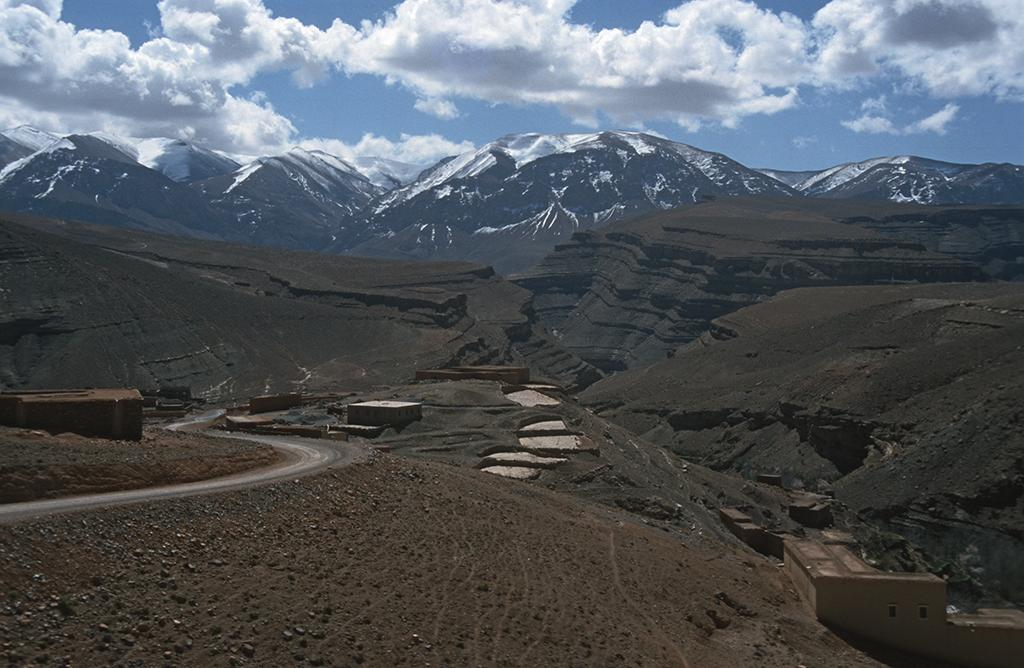

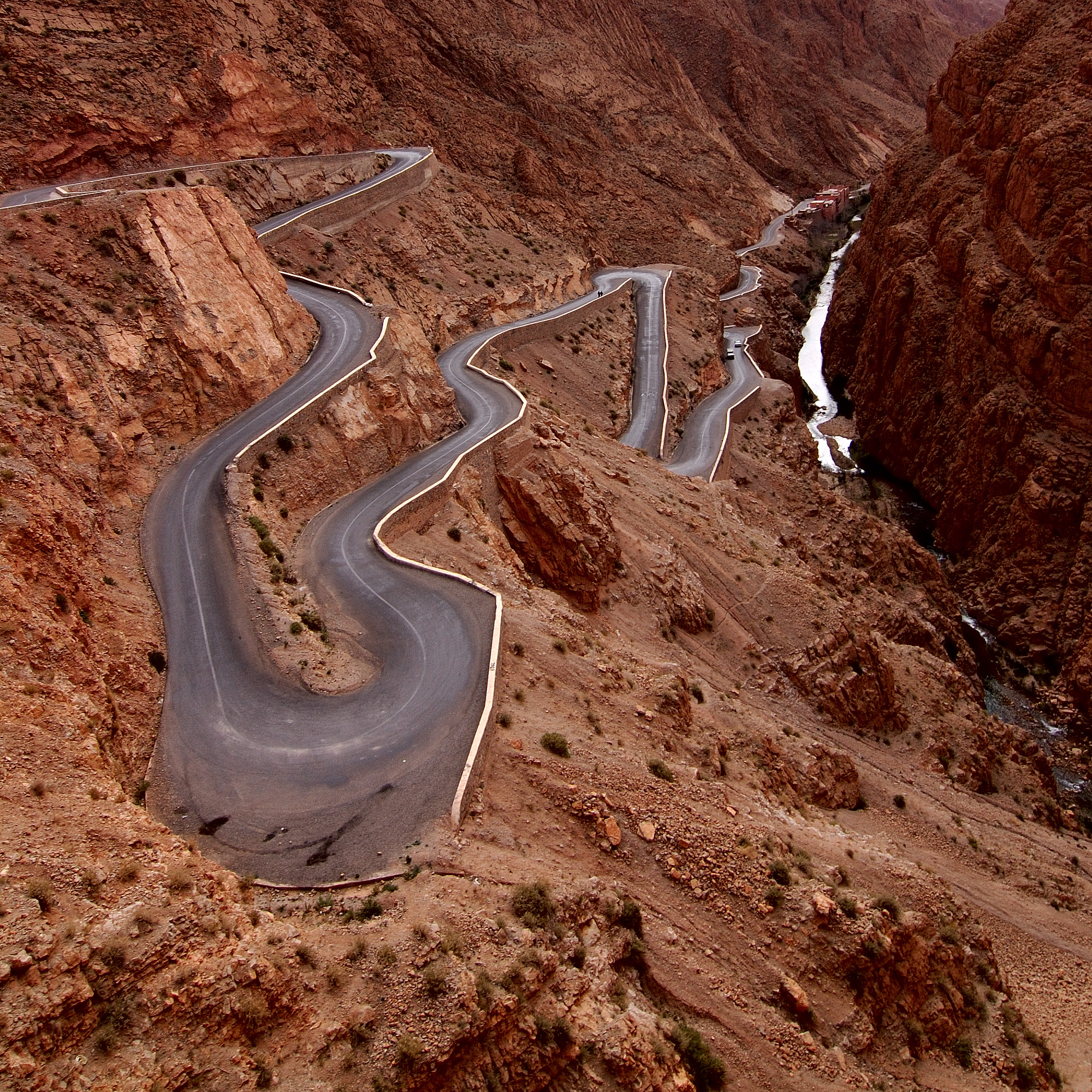

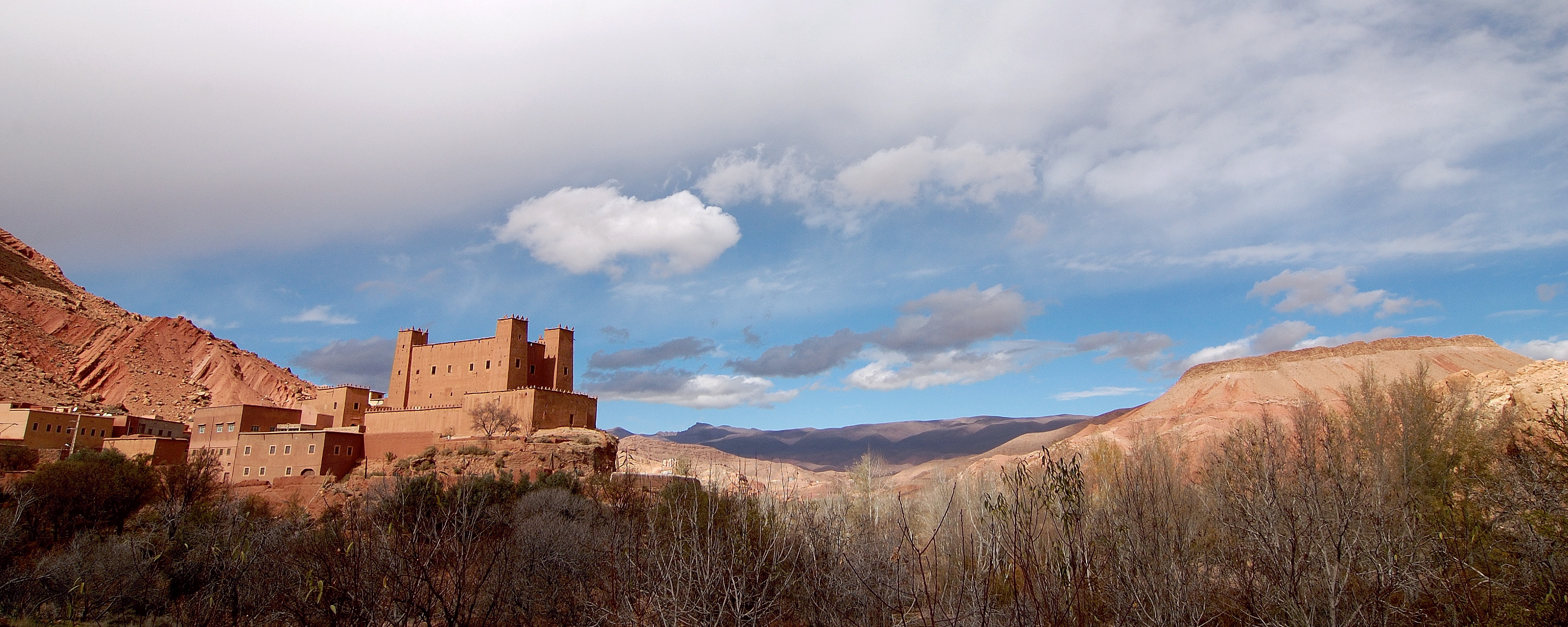

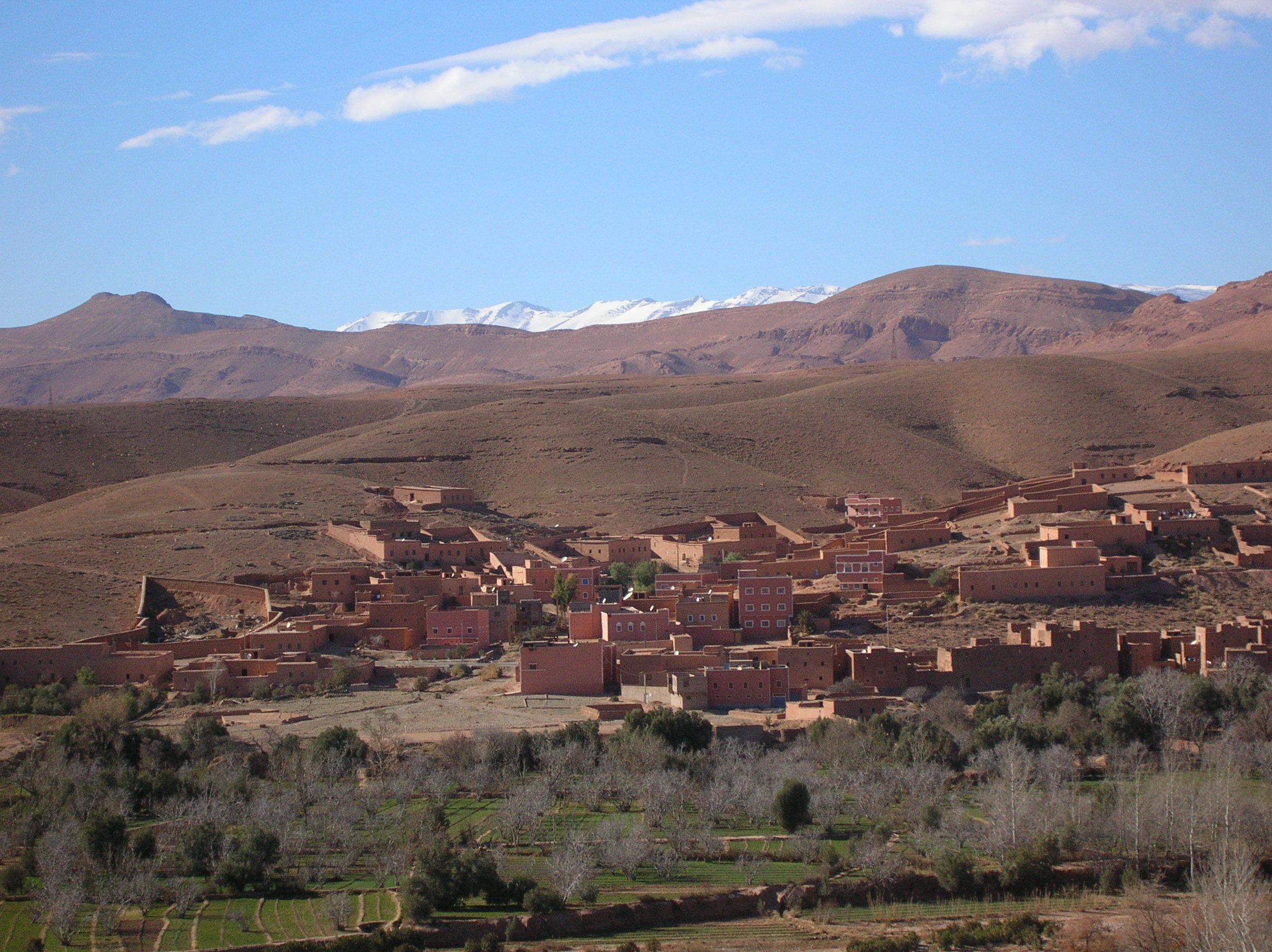

Il fiume Dades e le sue gole sono situati fra l'Alto Atlante e il Jbel Saghro, a est-sud-est di Marrakech. Il Dades è un fiume lungo circa 200 km, che scorre, per la sua prima metà, in zone montagnose. Lungo il suo corso si susseguono quattro serie di gole, profonde da 200 a 500 metri. 

## Geologia
Le gole erano originariamente formate da rocce sedimentarie depositate in ambiente marino nel corso di un lungo periodo dal Giurassico all'Eocene e si sono poi disidratate durante l'orogenesi alpina nell'Oligocene. Il fiume Dades si è formato durante il sollevamento fra le rocce, scavando solchi nella marna, arenaria o calcare.

## Le diverse gole

### Prima serie di gole
Il fiume è ancora suddiviso in due rami, ciascuno con le sue gole scavate a quasi 300 m di profondità nel calcare ocra risalente al Giurassico medio.

### Seconda serie di gole
Sono separate dalla prima dal bacino del M'semrir e sono anch'esse scolpite in pietra calcarea risalente al Giurassico. Su oltre 500 m di lunghezza, il fiume ha generato uno stretto passaggio, aprendosi la strada tra rocce scavate a circa 400 m di profondità.

### Terza serie di gole
Sono separate dalle precedenti da un bacino stretto, contenuto tra le scogliere, e sono scolpite su diversi chilometri di lunghezza nelle scogliere di calcare color ocra a volte rossiccio. Tali calcari, più vecchi dei precedenti, risalgono al basso Giurassico. La loro durezza spiega la ristrettezza del passaggio scavato dal fiume, che in alcuni punti si riduce a un paio di metri di larghezza.

### Quarta serie di gole
Queste gole, situate a nord dell'oasi Boumalne, sono diverse perché scavate nelle rocce più varie, che vanno dal Cretaceo all'Eocene. Convenzionali scanalature subverticali scolpite nelle pareti di pietra calcarea color ocra si alternano a intrusioni di arenaria rossa, e si presentano con figure di burrone nella marna.

## Demografia
I primi abitanti si stabilirono in questa valle intorno al 1850, provenienti dai centri urbani vicini a cui all'epoca corrispondevano grandi città, come ad esempio Ouarzazate, Zagora. Il re dell'epoca voleva popolare queste zone.
Molti abitanti di questa regione emigrarono in Francia a seguito della politica francese di reclutamento di mano d'opera fra il 1945 ed 1973. Altri emigrarono nei Paesi Bassi.

## Interesse turistico
Sono conosciute per il paesaggio e l'ospitalità dei suoi abitanti (i Berberi), per le "dita delle scimmie" (paesaggio roccioso noto come "il cervello dell'Atlantes"), per le kasbah, per le vedute sul paesaggio dell'Alto Atlante e per il Tissadrine, profondo burrone di diversi metri di dislivello rispetto alla strada lungo la valle che porta a M'Semrir.

## Il record di Barone
Il 5 Ottobre 2018 alle ore 10.30 del mattino (ora locale) il pilota Ferrari, Fabio Barone già detentore di due World Guinness Record, stabilisce il nuovo primato mondiale di velocità sul tracciato dei 7 km e 600 metri nella Valle del Dades in Marocco.
Con il tempo di 4 minuti e 42 secondi, l'italiano entra per la terza volta nel World Guinness Record. Barone ha corso rappresentando ufficialmente l'Italia.